# Mistrzostwa Ameryki w Piłce Ręcznej Kobiet 1986
Mistrzostwa Ameryki w Piłce Ręcznej Kobiet 1986 – pierwsze mistrzostwa Ameryki w piłce ręcznej kobiet, oficjalny międzynarodowy turniej piłki ręcznej o randze mistrzostw kontynentu organizowany przez PATHF mający na celu wyłonienie najlepszej żeńskiej reprezentacji narodowej w Ameryce. Odbył się w dniach 20–25 sierpnia 1986 roku w brazylijskim mieście Novo Hamburgo. Mistrzostwa były jednocześnie eliminacjami do MŚ 1986.
Sześć zespołów rywalizowało w ramach jednej grupy systemem kołowym. W turnieju triumfowała reprezentacja Stanów Zjednoczonych zyskując jednocześnie awans do turnieju finałowego mistrzostw świata.

## Mecze
| 20 sierpnia 1986 | Stany Zjednoczone | 35:6 | Argentyna | Novo Hamburgo |
| 20 sierpnia 1986 |                   | 35:6 |           | Novo Hamburgo |

| 20 sierpnia 1986 | Kanada | 37:6 | Urugwaj | Novo Hamburgo |
| 20 sierpnia 1986 |        | 37:6 |         | Novo Hamburgo |

| 20 sierpnia 1986 | Brazylia | 27:17 | Paragwaj | Novo Hamburgo |
| 20 sierpnia 1986 |          | 27:17 |          | Novo Hamburgo |

| 21 sierpnia 1986 | Kanada | 33:9 | Argentyna | Novo Hamburgo |
| 21 sierpnia 1986 |        | 33:9 |           | Novo Hamburgo |

| 21 sierpnia 1986 | Stany Zjednoczone | 26:17 | Brazylia | Novo Hamburgo |
| 21 sierpnia 1986 |                   | 26:17 |          | Novo Hamburgo |

| 22 sierpnia 1986 | Stany Zjednoczone | 35:6 | Urugwaj | Novo Hamburgo |
| 22 sierpnia 1986 |                   | 35:6 |         | Novo Hamburgo |

| 22 sierpnia 1986 | Kanada | 24:18 | Brazylia | Novo Hamburgo |
| 22 sierpnia 1986 |        | 24:18 |          | Novo Hamburgo |

| 22 sierpnia 1986 | Argentyna | 14:11 | Paragwaj | Novo Hamburgo |
| 22 sierpnia 1986 |           | 14:11 |          | Novo Hamburgo |

| 23 sierpnia 1986 | Kanada | 43:9 | Paragwaj | Novo Hamburgo |
| 23 sierpnia 1986 |        | 43:9 |          | Novo Hamburgo |

| 23 sierpnia 1986 | Brazylia | 29:7 | Urugwaj | Novo Hamburgo |
| 23 sierpnia 1986 |          | 29:7 |         | Novo Hamburgo |

| 24 sierpnia 1986 | Stany Zjednoczone | 48:9 | Paragwaj | Novo Hamburgo |
| 24 sierpnia 1986 |                   | 48:9 |          | Novo Hamburgo |

| 24 sierpnia 1986 | Argentyna | 18:8 | Urugwaj | Novo Hamburgo |
| 24 sierpnia 1986 |           | 18:8 |         | Novo Hamburgo |

| 25 sierpnia 1986 | Paragwaj | 24:10 | Urugwaj | Novo Hamburgo |
| 25 sierpnia 1986 |          | 24:10 |         | Novo Hamburgo |

| 25 sierpnia 1986 | Stany Zjednoczone | 28:22 | Kanada | Novo Hamburgo |
| 25 sierpnia 1986 |                   | 28:22 |        | Novo Hamburgo |

| 25 sierpnia 1986 | Brazylia | 18:5 | Argentyna | Novo Hamburgo |
| 25 sierpnia 1986 |          | 18:5 |           | Novo Hamburgo |